# Spacke Machine & Tool Company
Spacke Machine & Tool Company, vorher F. W. Spacke Machine Company, war ein US-amerikanischer Hersteller von Motoren und Automobilen.

## Unternehmensgeschichte
Fred W. Spacke gründete 1905 die F. W. Spacke Machine Company zur Motorenherstellung. Der Sitz war in Indianapolis in Indiana. Viele Kleinwagenhersteller verwendeten um 1914/15 Spacke-Motoren. Nach Spackes Tod im Januar 1915 führten seine Söhne das Unternehmen. Sie verkauften es 1917 an Daniel S. Brooks, der die Firmierung in Spacke Machine & Tool Company änderte. 1919 begann die Produktion von Automobilen. Der Markenname lautete im ersten Jahr Spacke, danach Brook, benannt nach dem Inhaber, jedoch ohne Endungs-S. Im September 1920 wurden finanzielle Probleme bekannt. Im November 1920 begann die Insolvenz. 1921 endete die Produktion.
Die Peters Motor Corporation übernahm die Rechte an dem Fahrzeug.

## Fahrzeuge

### Markenname Spacke

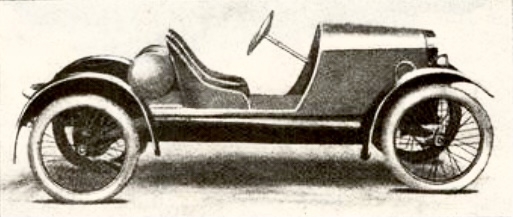
Spacke Cyclecar um 1920

Spacke bezeichnete das einzige Modell als Kleinwagen, andere als Cyclecar, obwohl es die Kriterien für Cyclecars nicht erfüllt. Der selbst hergestellte Zweizylindermotor war luftgekühlt und leistete 9/13 PS. Er trieb über ein Zweigang-Planetengetriebe das rechte Hinterrad an. Auf ein Differenzial wurde verzichtet. Das Fahrgestell hatte 229 cm Radstand und 117 cm Spurweite. Der offene Roadster bot Platz für zwei Personen nebeneinander. Der Benzintank war im Heck.

### Markenname Brook
Der einzige Unterschied neben dem Markennamen war die Position des Tanks, der sich nun unter der Motorhaube befand. Von dieser Ausführung entstanden etwa 25 Fahrzeuge.

### Markenname De Luxe
De Luxe war eine gängige Markenbezeichnung für Spacke-Motoren. Der Name wurde auch für Motorräder genutzt, die zwischen 1912 und 1915 von American Excelsior in Chicago für Spacke gefertigt wurden. Andere Motorradhersteller, die De Luxe-Motoren verwendeten, waren unter anderem Californian, Dayton, Minneapolis und  Sears.